# Armadilloniscus quadricornis
Armadilloniscus quadricornis är en kräftdjursart som beskrevs av Albert Vandel 1970. Armadilloniscus quadricornis ingår i släktet Armadilloniscus och familjen Detonidae. Inga underarter finns listade i Catalogue of Life.